# Affari di famiglia (miniserie televisiva)
Affari di famiglia è una miniserie televisiva italiana.

## Descrizione
La regia è di Marcello Fondato. La fiction è composta da 6 puntate dalla durata di 100 minuti ciascuna, e andò in onda in prima visione su Rai 2 nel 1989.
Gli attori protagonisti furono Florinda Bolkan, Catherine Spaak, Gabriele Antonini e Horst Buchholz.